# Annie Lennox
Ann Lennox (Aberdeen, 25 de dezembro de 1954), mais conhecida como Annie Lennox, OBE  é uma cantora, compositora e ativista Britânica, conhecida por ter sido vocalista do duo Eurythmics e da banda The Tourists.

## Biografia
Filha única, nasceu no natal de 1954 em Aberdeen, na Escócia.
Annie foi extremamente cuidada pelos pais e desde cedo mostrou pendão para as artes e ainda menina aprendeu a tocar piano, flauta, além de cantar em corais e estudar dança. A jovem Annie era apaixonada pela música negra, especialmente os artistas da Motown, como Marvin Gaye, Stevie Wonder, Aretha Franklin e The Supremes.
Aos dezessete anos, resolveu se mudar para Londres e foi estudar na Royal Academy of Music. Durante três anos estudou música erudita e sobrevivia fazendo pequenos serviços, como o de garçonete. Annie confessa que foi muito infeliz nos estudos, abandonando a escola semanas antes dos exames finais, para desconsolo dos pais, que sonhavam em ver a filha famosa.
Um de seus empregos nessa época foi trabalhar em uma loja de discos, onde conheceu Steve Tomlin, com quem teria uma amizade longa. Foi aí que Annie resolveu seguir a carreira musical, tendo a cantora canadense Joni Mitchell como grande inspiração. Assim, ela se juntou ao grupo Dragon's Playground e Red Brass.
Ao lado da amiga Joy Dey, tentou montar uma dupla vocal com o nome Stocking Tops, o que não deu muito certo. Corria o ano de 1976, quando Annie resolveu arranjar um emprego de garçonete para poder sobreviver, no Pippins Restaurant, em Hampstead. Foi lá que iria conhecer David A. Stewart, seu futuro parceiro no Eurythmics.
Em 2004, ganhou o Globo de Ouro e o Oscar por conta da canção-tema de O Senhor dos Anéis: O Retorno do Rei, ao lado de Fran Walsh e Phillipa Boyens, ambas da equipe de produção da trilogia.
Annie sempre foi engajada em causas sociais. Em 2007 ela criou sua própria campanha chamada SING, destinada a apoiar mulheres e crianças vitimas do vírus HIV no continente africano.

## Carreira
Annie Lennox é considerada um dos maiores ícones femininos da música. Ela nunca teve um gênero definido. Cantou new wave, pop/rock, pop e outros diversos estilos musicais. É considerada a maior cantora branca de Soul e vendeu mais de 80 milhões de discos em toda sua carreira.
Foi nomeada por dois anos consecutivos, a maior cantora britânica. É influência para diversas estrelas femininas da música, tais como: Celine Dion, Lady Gaga, Joss Stone, Christina Aguilera, entre outras.
Em Setembro de 2011, Annie recebeu uma homenagem no museu britânico V&A em que foram expostos seus principais figurinos usados desde sua carreira no Eurythmics  até sua carreira solo, incluindo roupas desenhadas pela própria Lennox.

## Vida pessoal
Annie Lennox está, atualmente, no terceiro casamento. Tem duas filhas com seu ex-marido, o produtor de cinema israelense Uri Fruchtmann. Suas filhas são as modelos Lola Lennox Fruchtmann e Tali Lennox Fruchtmann. 
Os pais de Lennox morreram de câncer. Lennox é agnóstica, feminista e também é defensora dos direitos dos animais. Lennox se tornou vegetariana aos 29 anos. Na Lista dos Ricos do Sunday Times de 2010 de milionários britânicos do mundo da música, Lennox foi estimada em uma fortuna de £ 30 milhões.
No começo de 2011, Annie anunciou que não fará mais turnês musicais, que exige longas viagens, por causa de dores na coluna e também pela idade, que já não lhe permite muitos esforços. Ativista e defensora das causas sociais, Annie abriu uma ONG para pessoas vítimas do virus HIV na África. Dona de um grande patrimônio estimado em 30 milhões de libras, considerada pela revista Sunday Times (2010) uma das artistas mais ricas do Reino Unido. Em 2011, Annie recebeu o título de Oficial da Ordem do Império Britânico (OBE) em reconhecimento ao seu trabalho humanitário recebendo o prêmio da Rainha Elizabeth. Em novembro de 2013 ela recebeu o Prêmio da Indústria da Música pelas suas realizações na carreira musical e seus compromissos de caridade. 
Seu último álbum foi lançado em dezembro de 2010, intitulado "A Christmas Cornucopia". Em Setembro de 2014, após quatro anos, a cantora voltou aos estúdios para gravar mais um álbum, nomeado ''Nostalgia''.

## Discografia

### Solo
| Álbum                     | Detalhes do Álbum                                                                                  | Melhores posições | Melhores posições | Melhores posições | Melhores posições | Melhores posições | Melhores posições | Melhores posições | Melhores posições | Melhores posições | Melhores posições | Vendas                      | Certificações |
| Álbum                     | Detalhes do Álbum                                                                                  | US                | AUS               | AUT               | CAN               | ALE               | ITA               | HOL               | SUE               | SUI               | RU                | Vendas                      | Certificações |
| ------------------------- | -------------------------------------------------------------------------------------------------- | ----------------- | ----------------- | ----------------- | ----------------- | ----------------- | ----------------- | ----------------- | ----------------- | ----------------- | ----------------- | --------------------------- | --- |
| Diva                      | - Lançamento: 06 de abril de 1992 - Formato(s): CD, cassette, LP - Gravadora(s): RCA               | 23                | 7                 | 3                 | 8                 | 6                 | 1                 | 5                 | 5                 | 5                 | 1                 | - : 2,000,000 - : 1,200,000 | - RIAA: 2× Platina - BPI: 4× Platina - ARIA: Platina - BVMI: Ouro - GLF: Platina - MC: 2× Platina                                  |
| Medusa                    | - Lançamento: 06 de maio de 1995 - Formato(s): CD, cassette, LP - Gravadora(s): RCA                | 11                | 5                 | 2                 | 1                 | 4                 | 5                 | 7                 | 4                 | 6                 | 1                 | - : 2,000,000 - : 600,000   | - RIAA: 2× Platina - BPI: 2× Platina - ARIA: Platina - IFPI: 2× Platina - BVMI: Ouro - GLF: Ouro - IFPI SUI: Ouro - MC: 2× Platina |
| Bare                      | - Lançamento: 09 de junho de 2003 - Formato(s): CD, digital download - Gravadora(s): RCA           | 4                 | 10                | 17                | 3                 | 5                 | 7                 | 18                | 29                | 7                 | 3                 | - : 826,000 - : 100,000     | - RIAA: Ouro - BPI: Ouro - MC: Ouro                                                                                                |
| Songs of Mass Destruction | - Lançamento: 01 de outubro de 2007 - Formato(s): CD, digital download - Gravadora(s): RCA         | 9                 | 41                | 25                | 9                 | 15                | 3                 | 26                | 26                | 7                 | 7                 | - : 275,000 - : 71,000      | - BPI: Prata |
| A Christmas Cornucopia    | - Lançamento: 15 de novembro de 2010 - Formato(s): CD, LP, digital download - Gravadora(s): Island | 35                | 76                | 35                | 19                | 37                | 24                | 60                | 24                | 38                | 16                | - : 179,000 - : 100,000     | - BPI: Ouro |
| Nostalgia                 | - Lançamento: 21 de outubro de 2014 - Formato(s): CD, LP, digital download - Gravadora(s): Island  | 10                | 16                | 10                | 9                 | 15                | 7                 | 34                | 46                | 8                 | 9                 | - : 139,000 - : 115,000     | - BPI: Ouro |

### Eurythmics
- 1981 - In The Garden - (RCA)
- 1983 - Sweet Dreams (Are Made of This) - (RCA)
- 1983 - Touch - (RCA)
- 1984 - Touch Dance - (RCA)
- 1984 - 1984 (For The Love Of Big Brother) - (RCA)
- 1985 - Be Yourself Tonight - (RCA)
- 1986 - Revenge - (RCA)
- 1987 - Savage - (RCA)
- 1989 - We Too Are One - (RCA)
- 1990 - Live 1983-1989 - (RCA)
- 1991 - Greatest Hits - (RCA)
- 1999 - Peace - (RCA)
- 2005 - Eurythmics Boxed - (RCA)
- 2005 - Ultimate Collection - (RCA)
- 2010 - the christimas collection -(RCA)